# Musée de la Cour d’Or
Das Musée de La Cour d’Or ist ein französisches Kunst- und Geschichtsmuseum im Zentrum der Stadt Metz (Lothringen). Es beherbergt Sammlungen gallo-römischer und mittelalterlicher Kunst, ein Museum für mittelalterliche und Renaissance-Architektur und ein Museum für schöne Künste. Die Benennung erfolgt nach dem Palast der Könige von Austrasien, der sich einstmals in Metz befand.
Eröffnet wurde das Museum 1839. Es verfügt über 6000 Quadratmeter Ausstellungsfläche sowie 42 Räume für die Dauerausstellung.

## Wissenswertes
Die gallo-römische Thermenanlage aus dem ersten Jahrhundert im Untergeschoss des Museums ist seit 1938 ein geschütztes Monument historique.
Zu den Malern, von denen sich Gemälde in den Sammlungen des Museums befinden, gehören u. a. Louis Elle (König Ludwig XIV.), Eugen Bracht (Durch die Heide), Albert Bettannier (Les annexés en Alsace) und Émile Friant (Autoportrait).

## Galerie

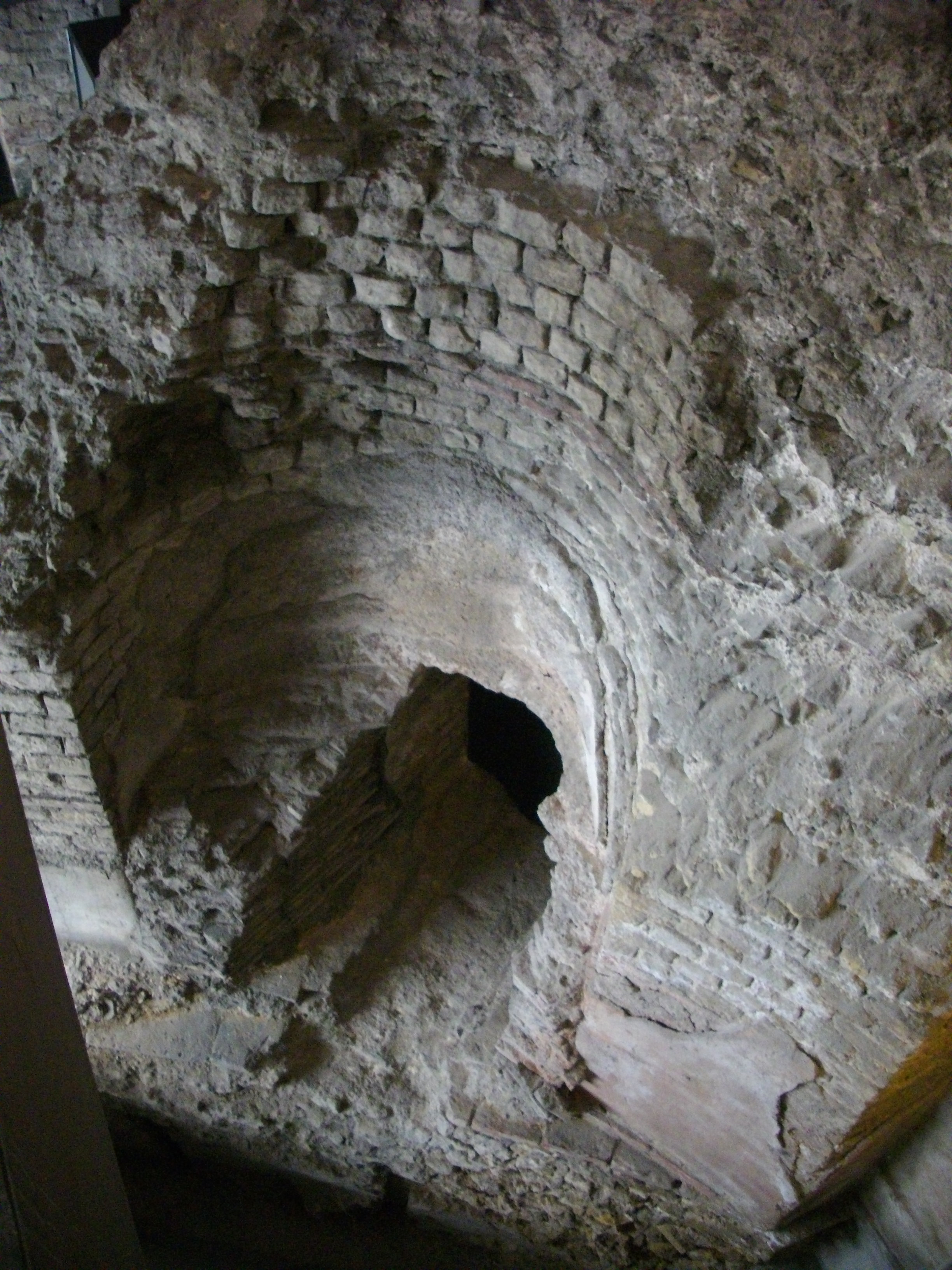
Überreste der gallo-römischen Therme im Keller
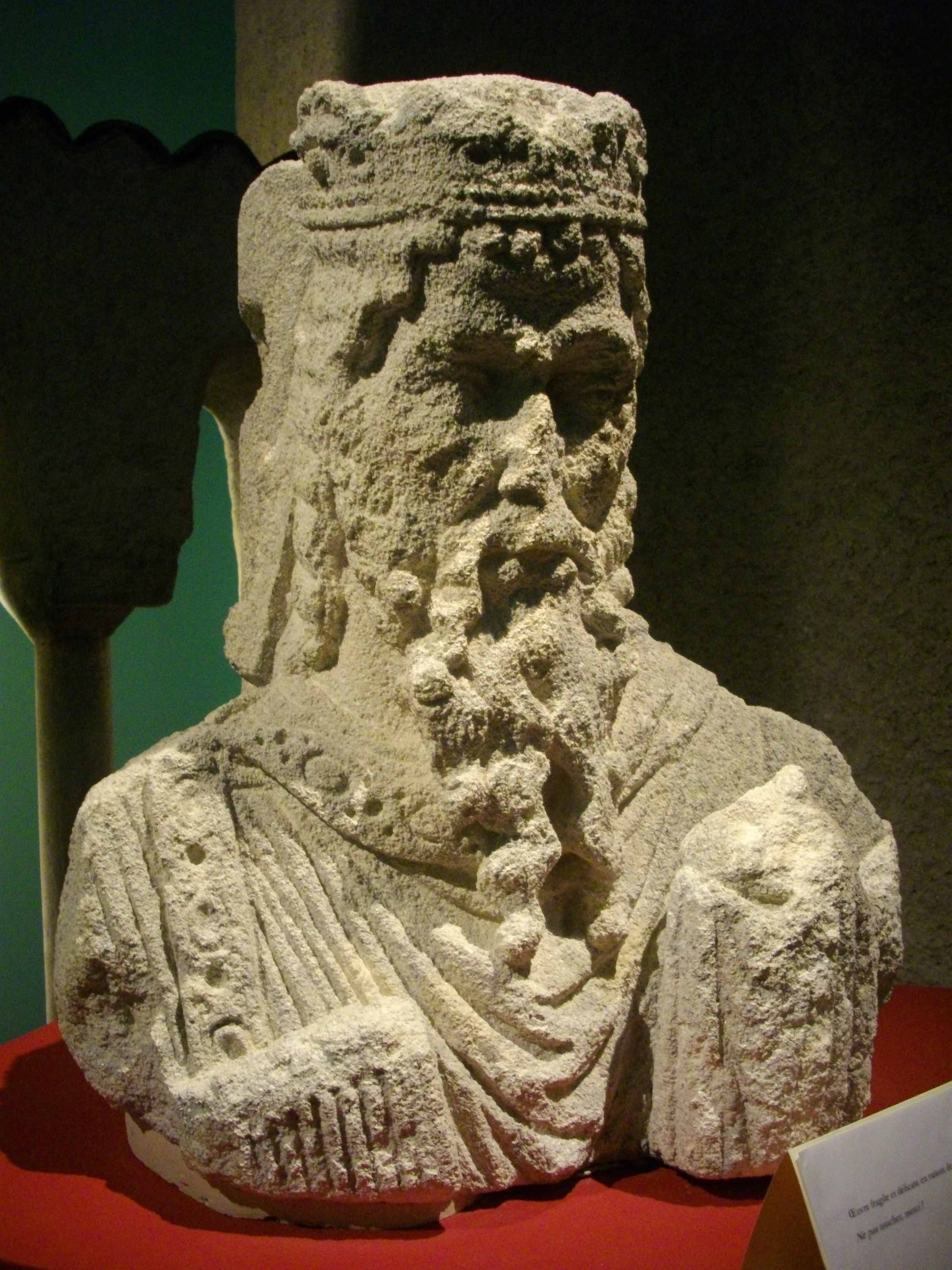
Skulptur (12. Jhd.) von König David
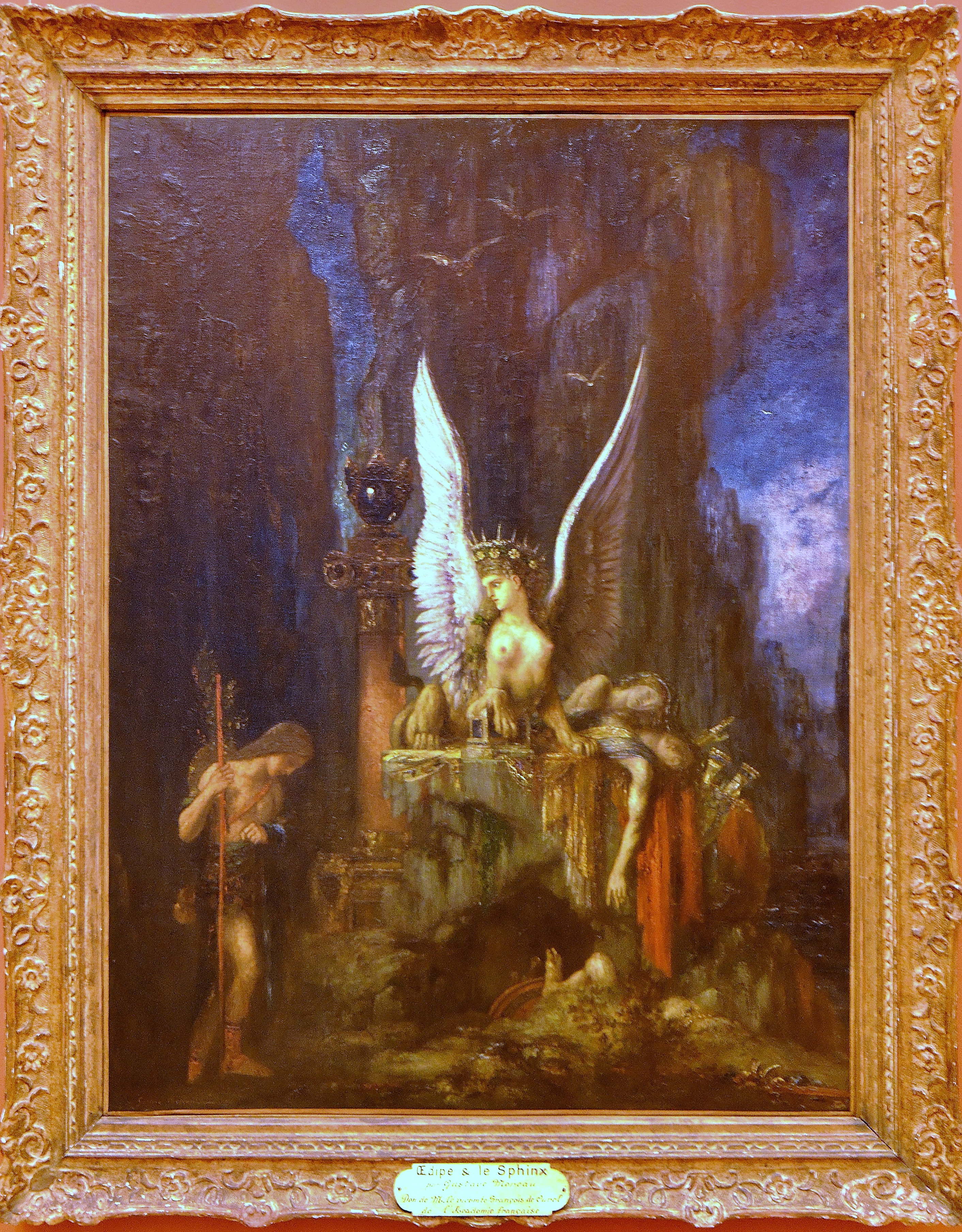
Gemälde von Gustave Moreau (1826–1897)